# Хауэллс, Уильям Дин
Уи́льям Дин Хауэллс (англ. William Dean Howells; 1 марта 1837 — 11 мая 1920) — американский писатель и литературный критик. Представитель так называемого «нежного реализма» в литературе США, суть которого — защита американского типа развития и образа жизни, в противовес суровой критике «настоящего» реализма.

## Биография
Уильям Дин Хауэллс родился 1 марта 1837 в городке Мартинс Ферри в американском штате Огайо.

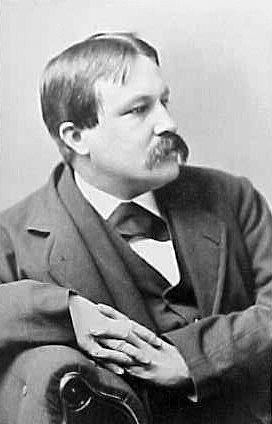
Уильям Дин Хауэллс

Сначала работал наборщиком в типографии своего отца. В 1860 году он издал в соавторстве с Д. Пиатом первый стихотворный сборник, «Poems of two friends» (1860), и затем «Life of Abraham Lincoln».
В 1861—1865 гг. У. Д. Хауэллс был американским консулом в Венеции и описал вынесенные им из Италии впечатления в «Venetian Life» (1865) и «Italian Journeys».
Наиболее известные произведения: «Возвышение Сайласа Лэфема» (англ. The Rise of Silas Lapham, 1885), «Современная история», «В мире случайностей». Хауэллс утверждает господство этических ценностей в противовес идеологии буржуазного успеха. В более поздних произведениях автор старался показать, что критические формы реализма уместны только в Европе, а США идет по своему пути. В США торжествуют демократические права и свободы, поэтому намного уместнее оптимизм и радость. Его взгляды на современное общество нашли своё отражение в романе «Энни Килберн» (англ. Annie Kilburn), где действительность изображается в беззлобно юмористическом духе, Хауэллс воспевает успех и довольство жизнью.
Автор нескольких книг путевых очерков, какое-то время писал статьи для журналов (например, «Харперс»), работал редактором в «Атлантик» (англ. Atlantic Monthly или просто The Atlantic). Был поклонником таланта Толстого и отмечал: «Толстой — величайший писатель всех времен, уже хотя бы потому, что его творчество более других проникнуто духом добра, и сам он никогда не отрицает единства своей совести и своего искусства».
Наиболее активный период творчества — c 1873 по 1916 годы. Был председателем союза писателей.
Уильям Дин Хауэллс умер 11 мая 1920 года в городе Нью-Йорке.
Отец архитектора Джона Мида Хауэллса.